# Michelle Meunier
Michelle Meunier, née le 24 janvier 1956, est une femme politique française, membre du Parti socialiste.

## Biographie
Elle est adjointe au maire de Nantes, Jean-Marc Ayrault, de 1989 à 2011 et est conseillère générale de la Loire-Atlantique, élue dans le canton de Nantes-2 de 2001 à 2015. Elle est vice-présidente du Conseil général de la Loire-Atlantique chargée de l'enfance et des familles de 2004 à 2011.
Le 25 septembre 2011, elle est élue sénatrice de Loire-Atlantique sur la liste d'union de la gauche « Unité, Solidarité territoriale, Proximité », en deuxième position. Elle est depuis membre de la commission des affaires sociales du Sénat.
Elle est rapporteure pour avis au nom de la Commission des Affaires sociales pour le projet de loi ouvrant le Mariage entre personnes de même sexe.
Le 11 septembre 2013, Michelle Meunier entre au Comité consultatif national d'éthique, nommée par le gouvernement Ayrault.
Après la victoire de Benoît Hamon à la primaire citoyenne de 2017, elle est nommée responsable thématique « Petite enfance » de sa campagne présidentielle,.
Elle ne se représente pas aux élections sénatoriales de 2023.